# 602
602 (DCII) je bilo navadno leto, ki se je po julijanskem koledarju začelo na ponedeljek.

## Dogodki
- Obri in Langobardi sklenejo »večni mir«
- Langobardi s pomočjo 2000 Slovanov oblegajo Cremono.

## Rojstva
Neznan datum
- Muavija I., prvi kalif Omajadskega kalifata († 680)
- Sigibert II., kralj Avstrazije in Burgundije  († 613)

## Smrti
- 27. november - Mavricij, bizantinski cesar (* 539)

Neznan datum
- Ariulf, drugi vojvoda Spoleta (* ni znano)